# Glacier Point

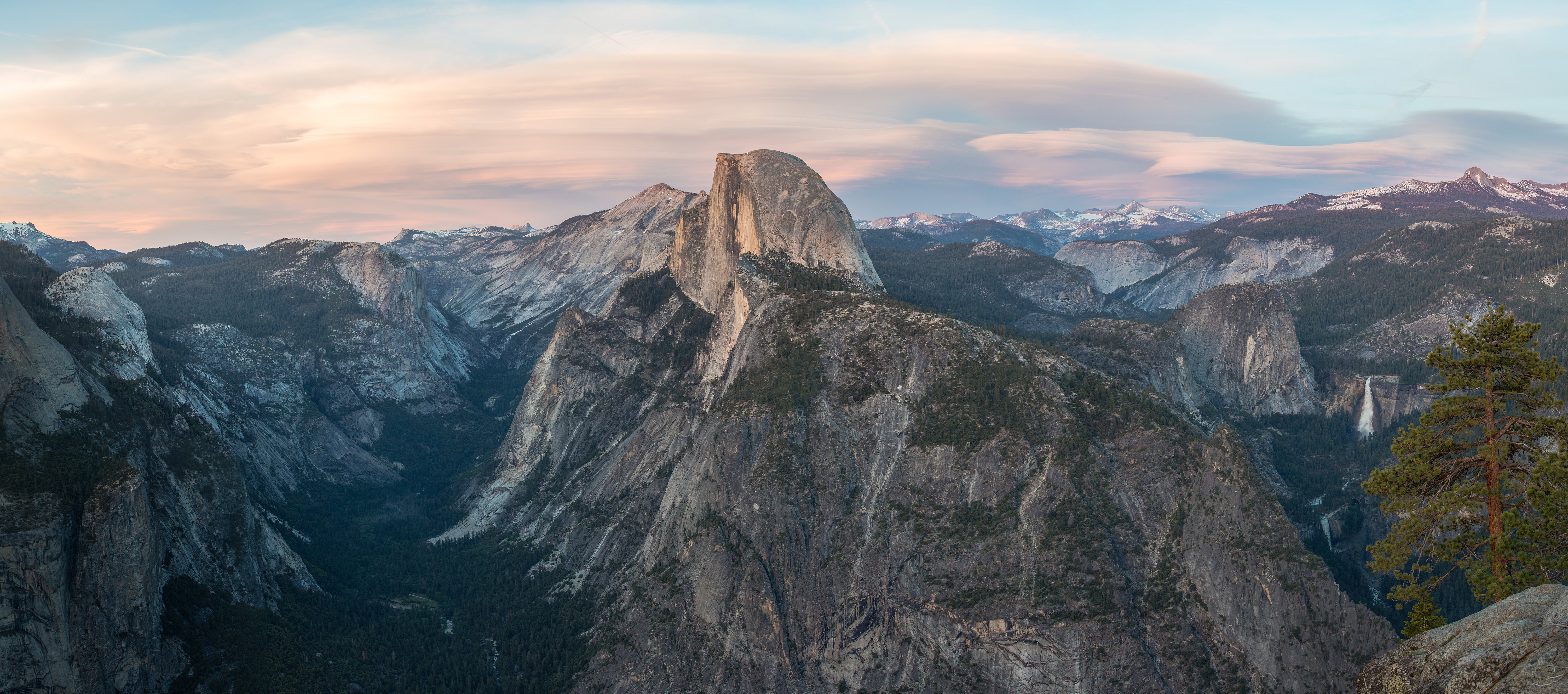
Die Aussicht von Glacier Point, von links nach rechts: Tenaya Canyon, Half Dome, Liberty Cap, Little Yosemite Valley, Vernal Fall und Nevada Fall

Glacier Point ist ein Aussichtspunkt oberhalb des Yosemite Valley, in Kalifornien, USA. Er liegt an der Südseite des Tales in einer Höhe von 2200 m über Normalnull und knapp 1000 m oberhalb von Curry Village. Von hier hat man eine überwältigende Aussicht über den Yosemite National Park und das Yosemite Valley, inklusive Yosemite Falls, Half Dome, Vernal Fall, Nevada Fall, und Clouds Rest.

## Geologie

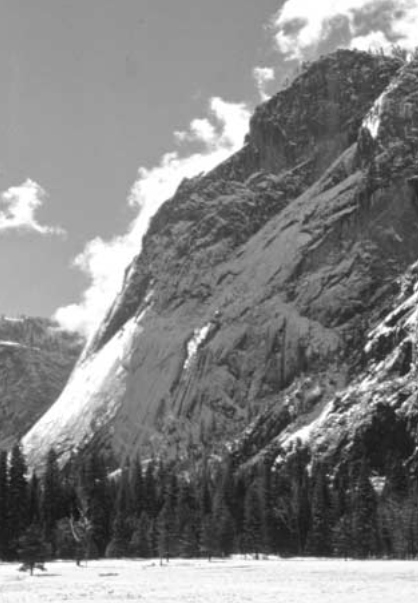
Glacier Point vom Talgrund des Yosemite Valley aus gesehen. Im Frühjahr ist das Kliff von dutzenden winzigen Wasserfällen übersät. Der größte ist der Staircase Fall.

Die Spitze des Felsvorsprungs ist vollkommen geröllfrei, aber die Hänge darunter und der Talkessel in westlicher Richtung sind mit Moränen gefüllt, genauso wie die bewaldeten Abhänge darüber. Der Ursprung als Gletschergeröll ist gesichert, weil diese Gesteine aus dem Little Yosemite Valley und der High Sierra stammen.
Es gibt drei Arten von Geröll, die von den Gletschern abgelagert wurden:
1. Die häufigsten Steine sind abgerundete Brocken und kantige Fragmente davon. Alles stark verwitterter Quarz-Monazit, dem hellen Granit, aus dem nicht nur der Half Dome besteht, sondern auch die anderen Felsen des kleinen Yosemitetals und die benachbarten Höhen.[1]
2. Es gibt ein paar wenige Brocken eines grobkörnigen, hoch silikathaltigen Granits von gelbbrauner Farbe, der sich deutlich rosa färbt, wenn er verwittert. Es gibt nur eine Stelle in der High Sierra oberhalb von Yosemite von der sie stammen können: Dem Mount Clark, etwa 12 km östlich des Glacier Point im Illilouette Basin.[1]
3. Schließlich gibt es noch Fragmente eines gelblichen Quarzit und grauem Schiefer, deren Ursprung an den nördlichen Ausläufern des Mount Clark lokalisiert werden konnten.[1]

## Zugang

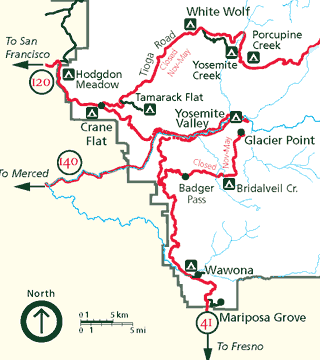
Lage des Glacier Points innerhalb des Yosemiteparks

Glacier Point kann vom Tal aus über die Glacier Point Road erreicht werden. Im Sommer ist der Aussichtspunkt regelmäßig von Touristen überlaufen. Es gibt auch Bustouren, die etwa vier Stunden dauern. Die Straße ist üblicherweise von Juni bis Oktober geöffnet. Im Winter ist die Straße zum Glacier Point wegen Schnees geschlossen und man kann nur (vom Badger Pass Ski Area) mit Skiern oder Schneeschuhen dorthin gelangen.
Glacier Point kann auch über den sog. Four Mile Trail erreicht werden, der die etwa 1000 Höhenmeter in etwa 7,5 km überwindet. über diesen moderat bis strapaziösen Weg kann man zum Glacier Point gelangen, auch wenn die Straße gesperrt ist. Es ist aber zu beachten, dass der Weg bei Eis und Schnee extrem gefährlich sein kann und üblicherweise durch die Parkverwaltung zwischen Dezember und Mai geschlossen wird. Ein weiterer etwa 13 km langer Weg führt über den Panorama Trail ins Tal, wobei man am Nevada- und Vernalfall vorbeikommt. Fernwanderer können auch Wegweiser über den Panorama trail und den Pohono Trail nutzen.